# 青山發電廠

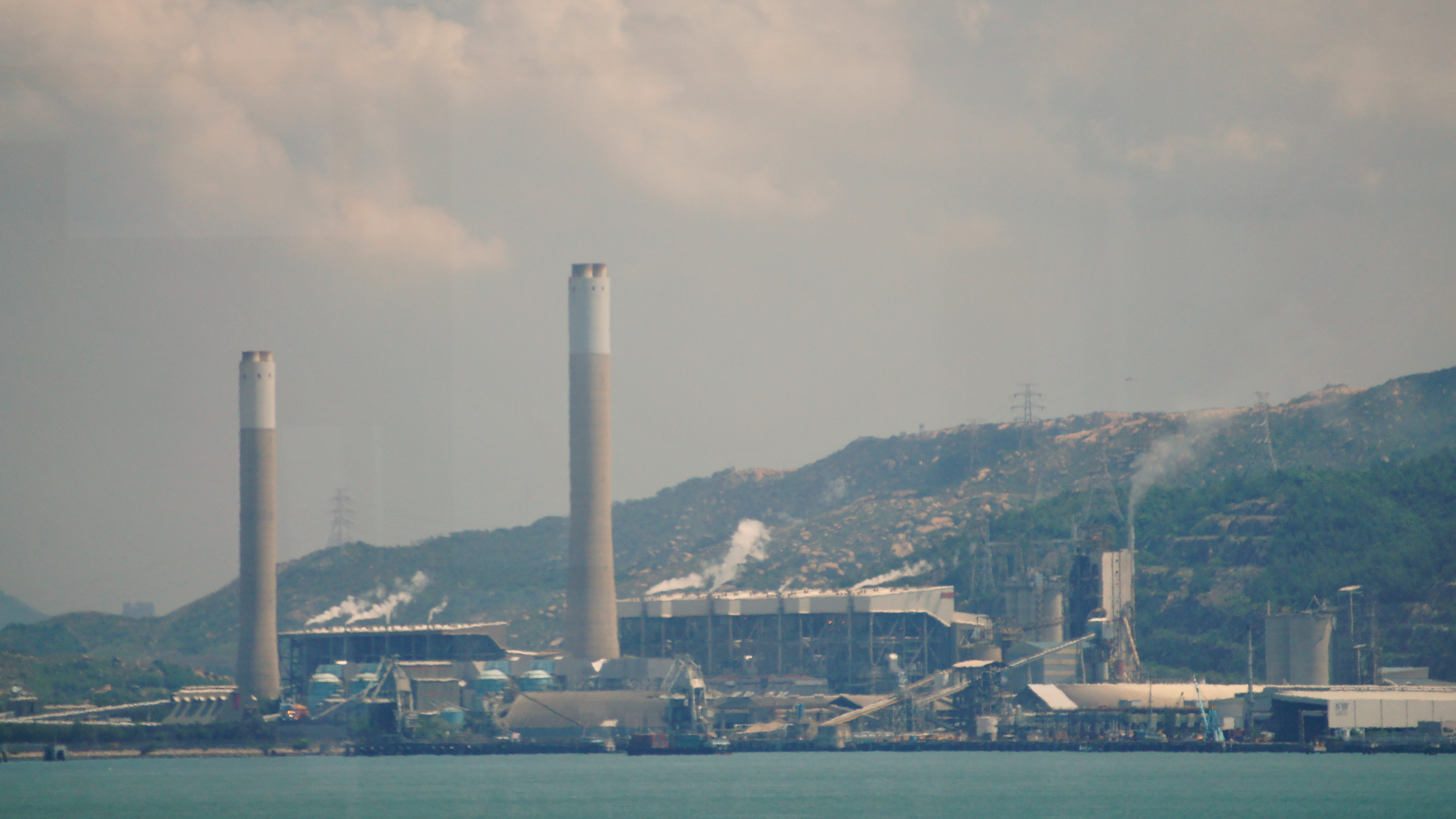
從香港國際機場眺望位於踏石角的青山發電廠

22°22′32″N 113°55′12″E / 22.3756°N 113.92°E
青山發電廠（英語：Castle Peak Power Station，簡稱青電），是香港最大發電廠，屬「青山發電有限公司」擁有。該公司是中華電力（中電控股）及埃克森美孚共同創立，由中電控股營運。青山發電廠位於新界屯門區踏石角青山西南面山腳。青山發電廠主要以燒煤發電，並輔以燃燒天然氣（來自海南省西南水域及西氣東輸二線供港支線）及柴油。建於海邊是方便經由海路運送煤炭，最大發電量為3,058兆瓦。
2013年，中電控股與南方電網合作，向埃克森美孚購買擁有青山發電廠的「青山發電有限公司」60%股權。完成交易後，中電控股增持青山發電有限公司，至70%股權。南方電網則成為第二大股東，擁有30%股權
。

## 歷史
1978年A廠動工，並由日本青木建設承建，另碼頭由金門建築承建。
1982年A廠建成。由時任英國首相戴卓爾夫人乘訪華之機於同年9月28日主持開幕禮並正式投產及作商業運行。
1984年3月4日，青山發電廠的三組發電機發生故障，九龍和新界區在中午發生大停電，除鐵路和交通燈停止運作，啟德機場亦因停電令航班延誤。全港多區發生250宗困升降機事件，市面商戶以至馬會賽事都受影響。
1986年B廠建成。同年英女皇伊利莎伯二世訪港，其夫婿愛丁堡公爵菲臘親王於10月22日蒞臨B廠主持啟用並正式投產及作商業運行。最後一台機組於1990年投入運作。
1992年4月2日，原先持有A廠的「九龍發電有限公司」，併入B廠所屬的青山發電有限公司，但股權結構不變。
1992年8月28日，青山發電廠氫氣庫發生爆炸，釀成2死19人受傷。
1996年1月1日，發電廠開始同步使用來自海南省崖城13-1氣田的天然氣作發電燃料。
青山發電廠B廠四台功率較大的燃煤機組已添置新的煙氣脫硫（Flue-Gas Desulfurisation）空氣淨化設備以大幅減低發電過程產生的二氧化硫（SO2）及可吸入懸浮粒子（RSP），並於2010年逐步投入運作。加上發電廠之前一直推行的減排措施，令青山發電廠成爲全世界最潔淨的燃煤發電廠之一。
2013年11月19日，中電宣佈聯同中國南方電網向埃克森美孚收購「青山發電有限公司」的60%權益，預期於2014年中完成。交易完成後中電成為大股東，持有70%權益，南方電網則持30%權益。
2024年4月20日，青山發電廠A廠首三台機組退役停運，並由龍鼓灘發電廠擴建機組取代。及後，中電於同年年底申請於三年後拆卸A廠，以重建為較新發電機組。